# Józef Chudy
Józef Chudy (ur. 18 kwietnia 1890 w Reczkowie w powiecie koneckim, zm. 26 lutego 1963 w Warszawie) – działacz komunistyczny.
Syn Łukasza, skończył dwie klasy szkoły powszechnej. W wieku 10 lat zaczął terminować w Częstochowie w warsztacie szewskim, a od 1910 pracował w Warszawie jako szewc. W 1916 wstąpił do Związku Zawodowego Robotników Przemysłu Skórzanego, a w 1917 do PPS-Lewicy. Po połączeniu tej partii z SDKPiL został członkiem KPRP/KPP. Aktywny działacz kulturalno-oświatowego Towarzystwa "Wiedza Robotnicza". W 1922 uczestniczył w kampanii wyborczej do sejmu, będąc agitatorem Związku Proletariatu Miast i Wsi (ZPMiW). Był członkiem zarządu sekcji szewców I kategorii w związku zawodowym. Przez wiele lat kierował działalnością MOPR i brał udział we wszystkich strajkach warszawskich szewców. W latach 1940–1941 w jego warsztacie odbywały się zebrania członków Stowarzyszenia Przyjaciół ZSRR, w których uczestniczył. Po powstaniu warszawskim został wywieziony do obozu w Pruszkowie. W sierpniu 1945 wrócił do Warszawy i zaczął pracować w warsztatach szewskich MBP. Członek PPR i PZPR. 21 maja 1951 Krajowa Armia Podziemna dokonała napadu na Chudego. Został pobity we własnym domu, przy okazji zrabowano pewną kwotę pieniędzy, zegarki, biżuterię i inne przedmioty. Od 1956 na rencie dla zasłużonych. Był odznaczony Krzyżem Komandorskim Orderu Odrodzenia Polski.